# Kotlina Czeska
Kotlina Czeska (cz. Česká kotlina, niem. Böhmisches Becken) – kotlina w Czechach.

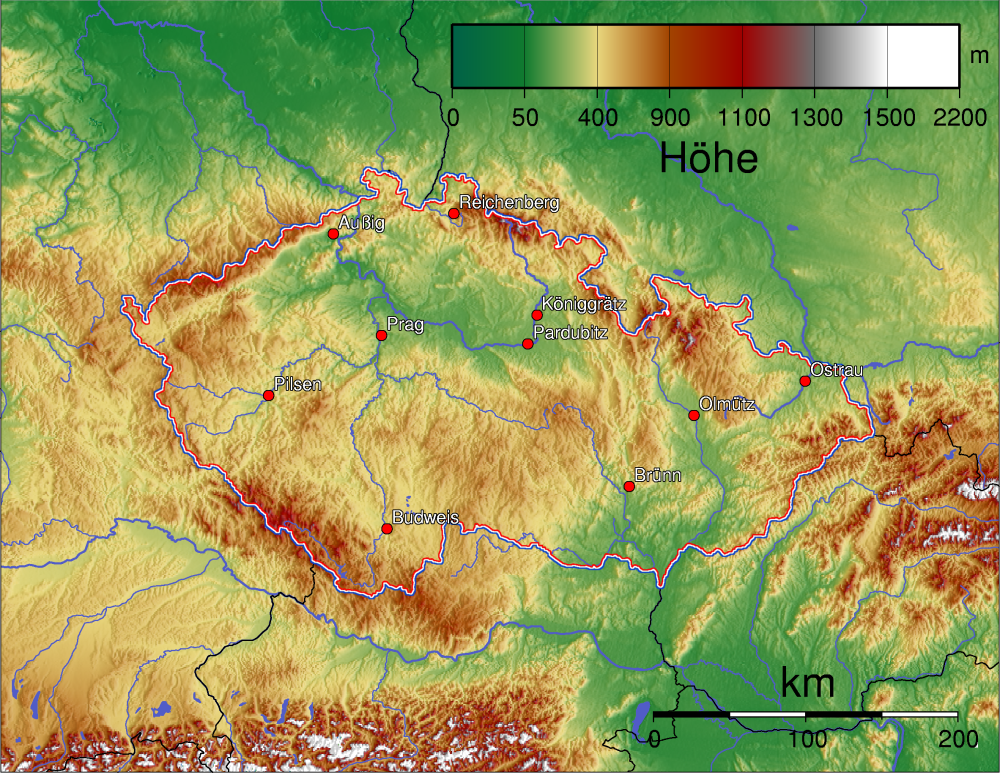
Kotlina Czeska na mapie ukształtowania terenu Czech

Kotlinę stanowi zapadlisko tektoniczne w środkowej części Masywu Czeskiego obejmujące tereny nad górną Łabą. Kotlinę ograniczają: od północnego zachodu Rudawy (czes. Krušné hory), od południowego zachodu pasmo górskie Szumawa (czes. Šumava), od południowego wschodu Wyżyna Czeskomorawska (czes. Českomoravská vrchovina), a od północnego zachodu i wschodu Sudety (czes. Krkonošsko-jesenická subprovincie). Ważniejsze miasta położone w Kotlinie Czeskiej: Praga (czes. Praha), Pilzno (czes. Plzeň), Karlowe Wary (czes. Karlovy Vary) i Hradec Králové.